# Léandre Pourcelot
Léandre Pourcelot (* 7. September 1940 in Orchamps-Vennes, Frankreich) ist ein Ingenieur und Arzt, der sich insbesondere um die Entwicklung von Echtzeit-Ultraschallsystemen verdient machte.

## Leben
Er war einer der Pioniere in der klinischen Forschung zu Gefäßuntersuchungen mittels Doppler-Sonografie und entwickelte den so genannten Resistance Index (RI, Pourcelot Index), der den hämodynamischen Gefäßwiderstand jenseits des Messpunktes beschreibt:
{\displaystyle {\text{RI}}={\frac {{\text{maximale systolische Geschwindigkeit}}-{\text{minimale enddiastolische Geschwindigkeit}}}{\text{maximale systolische Geschwindigkeit}}}}
Pourcelot war Direktor am Institut national de la santé et de la recherche médicale (INSERM).